# Dansk Melodi Grand Prix 2022
La cinquantaduesima edizione del Dansk Melodi Grand Prix si è tenuta il 5 marzo 2022 presso la Jyske Bank Boxen di Herning e ha selezionato il rappresentante della Danimarca all'Eurovision Song Contest 2022.
Le vincitrici sono state le Reddi con The Show.

## Organizzazione
Il 1º luglio 2021 l'emittente radiotelevisiva pubblica DR ha confermato la partecipazione della Danimarca all'Eurovision Song Contest 2022 a Torino. Il 27 agosto successivo è stata annunciata l'organizzazione della cinquantaduesima edizione del Dansk Melodi Grand Prix, competizione musicale tradizionalmente utilizzata per la scelta del rappresentante nazionale. Dallo stesso giorno è stato possibile inviare all'emittente proposte per il concorso entro il successivo 29 ottobre.
Il festival si è tenuto in un'unica serata il 5 marzo 2022 alla Jyske Bank Boxen di Herning. Per la prima volta dal 2019, al pubblico è stato possibile assistere all'evento dal vivo.

## Partecipanti
I concorrenti sono stati rivelati la mattina del 10 febbraio 2022; i relativi brani sono stati presentati durante il programma radiofonico Det gode selskab su DR P5 e pubblicati in digitale nella stessa giornata.
| Artista                    | Titolo                   | Lingua  | Compositori                                                                               |
| -------------------------- | ------------------------ | ------- | ----------------------------------------------------------------------------------------- |
| Conf3ssions                | Hallelujah               | Inglese | Moh Denebi, Rachel Furner, Patrick Dalton, Nikolaj Pellegrini, Jon Nørgaard               |
| Der Var Engang             | En skønne dag            | Danese  | Emma Pi Hedeboe, Rasmus Hedeboe, Claus Reenberg                                           |
| Fuld Effekt                | Rave med de hårde drenge | Danese  | Kasper Bruhn Nielsen, Claus Valdorff Thomsen, Zachary Rune Dyrbye, Alexander Scott Dyrbye |
| Josie Elinor & Jack Warren | Let Me Go                | Inglese | Benjamin Rosenbohm, Julie Aagaard, Katrine Brixen, Mikkel Martinus Sørensen               |
| Juncker                    | Kommet for at blive      | Danese  | Christian Juncker                                                                         |
| Morten Fillipsen           | Happy Go Lucky           | Danese  | Morten Fillipsen, Kasper Holm Larsen                                                      |
| Patrick Dorgan             | Vinden suser ind         | Danese  | Patrick Dorgan, Jeppe Kronback, Ole Bjørn Heiring Albertsen, Daniel Scheffmann            |
| Reddi                      | The Show                 | Inglese | Chief 1, Remee, Ihan Haydar, Julia Fabrin Jakobsen                                        |

## Finale
La finale si è tenuta il 5 marzo 2022 presso lo Jyske Bank Boxen di Herning ed è stata presentata da Tina Müller e Martin Brygmann. L'ordine di uscita è stato reso noto il 21 febbraio 2022. L'evento dal vivo è stato seguito da 985 000 telespettatori, meno di due terzi dell'edizione precedente, ed è stato il secondo programma televisivo più seguito della settimana in Danimarca.
| # | Artista                    | Titolo                   |
| - | -------------------------- | ------------------------ |
| 1 | Patrick Dorgan             | Vinden suser ind         |
| 2 | Conf3ssions                | Hallelujah               |
| 3 | Der Var Engang             | En skønne dag            |
| 4 | Fuld Effekt                | Rave med de hårde drenge |
| 5 | Josie Elinor & Jack Warren | Let Me Go                |
| 6 | Morten Fillipsen           | Happy Go Lucky           |
| 7 | Reddi                      | The Show                 |
| 8 | Juncker                    | Kommet for at blive      |

### Superfinale
| # | Artista                    | Titolo     | Punteggio | Posizione |
| - | -------------------------- | ---------- | --------- | --------- |
| 1 | Conf3ssions                | Hallelujah | 32%       | 2         |
| 2 | Reddi                      | The Show   | 37%       | 1         |
| 3 | Josie Elinor & Jack Warren | Let Me Go  | 31%       | 3         |